# エミリー・スワロー
エミリー・スワロー（Emily Swallow、1979年12月18日 - ）アメリカ合衆国の女優。『メンタリスト』でのキム・フィッシャー役および『スーパーナチュラル』のアマラ/ダークネス役で知られている。『スターウォーズ』シリーズの『マンダロリアン』にアーマラーとしても出演しており、ビデオゲーム『The Last of Us Part II』に脇役のエミリーとしても出演している。

## 生い立ち
スワローはワシントンD.C.で1979年12月18日に生まれ、バージニア州スターリングおよびフロリダ州ジャクソンビルで育った。ジャクソンビルのスタントン・カレッジ・プレパラトリー・スクールに通うかたわら、複数の学校、アマチュアおよびプロの劇場作品で演技をするようになった。2001年にバージニア大学を中東研究の学士として卒業し、ニューヨーク大学ティッシュ芸術学部で演技での美術学修士号のために学んだ。

## キャリア
スワローはブロードウェイ劇場でキャリアをスタートし、ここで『ハイ・フィデリティ』、『リア王』、『じゃじゃ馬ならし』、『夏の夜の夢』、ガスリー劇場での『熱いトタン屋根の猫』、シェイクスピア・イン・ザ・パークでの『空騒ぎ』および Romantic Poetry や Measure for Pleasure などのオフ・ブロードウェイ公演の世界初演などのさまざま公演で演じた。
2008年、スワローは戦争ドラマ『一枚のめぐり逢い』で映画デビューを果たした。ロサンゼルスのゲフィン・プレイハウスでの、ドナルド・マルグリースの劇 The Country House の世界初演に出演し、ガスリー劇場でのルイス・ジェンキンスの劇 Nice Fish でマーク・ライランスの相手役をつとめ、マンハッタン・シアター・クラブでのジョン・パトリック・シャンリィのミュージカル Romantic Poetry に出演した。2010年の『じゃじゃ馬ならし』でのケイト役でフラットスタッフ賞の最優秀女性演者を受賞した。
2012年、スワローと仲間の歌手/コメディアンのジャック・ヒューバーマンは Jac N Swallow と呼ばれるステージショーを作り出し、ニューヨークのローリー・ビークマン劇場とジャックズ・パブで上演した。このショーは、彼らがさまざまな程度の正気さと尊厳を持って、全く異なる人生の課題を乗り越える、二人のコミカルな冒険を中心に据えている。二人はこのキャラクター達に基づいたシリーズを開発中である。2013年にマーク・ライアンすおよび詩人のルイス・ジェンキンスと協働してガスリー劇場での Nice Fish の世界初演を果たした。2016年にセンター・シアター・グループが制作したアヤド・アクタルの Disgraced にキャスティングされた。
スワローのテレビ初出演は『ガイディング・ライト』で、その後、『サウスランド』、『リンガー 〜2つの顔〜』、『グッド・ワイフ』、『NCIS 〜ネイビー犯罪捜査班』、Flight of the Conchords、『ミディアム 霊能者アリソン・デュボア』などに出演し、TNTの医療ドラマ Monday Morning にミシェル・ロビドー医師役でレギュラー出演し、『リゾーリ&アイルズ ヒロインたちの捜査線』にも出演した。『メンタリスト』にFBI捜査官キム・フィッシャー役で主演した。2015年に『スーパーナチュラル』第11シーズンの新キャラクターであるアマラ（ダークネス）として配役された。

## 私生活
スワローは俳優のチャド・キンボールと2018年8月26日に結婚した。

## 出演作品

### 映画
| 公開年 | 題名 原題                                                 | 役名             | 備考             |
| ------ | --------------------------------------------------------- | ---------------- | ---------------- |
| 2008   | 一枚のめぐり逢い The Lucky Ones                           | ブランディ       |                  |
| 2010   | オッズ The Odds                                           | ベッカ・ファセリ | テレビ映画       |
| 2018   | フォゲット・ミー・ナット Forget Me Not                    | 母親             | ショートフィルム |
| 2020   | メアリー・セレスト号のたたり Haunting of the Mary Celeste | レイチェル       |                  |

### テレビ
| 放送年              | 題名 原題                                                | 役名                                  | 備考                                                                   |
| ------------------- | -------------------------------------------------------- | ------------------------------------- | ---------------------------------------------------------------------- |
| 2006                | ガイディング・ライト Guiding Light                       | レジーナ                              | 計1話出演                                                              |
| 2007                | ジェリコ 閉ざされた街 Jericho                            | 看護婦                                | 第1シーズン第22話「戦う理由」 "Why We Fight"                           |
| 2007                | フライト・オブ・ザ・コンコルド Flight of the Conchords   | ベッキー                              | 第1シーズン第9話 "What Goes on Tour?"                                  |
| 2007                | ジャーニーマン 時空を越えた赤い糸 Journeyman             | 警備主任                              | 第12話「逆転する人生」 "The Hanged Man"                                |
| 2009–2010           | サウスランド Southland                                   | ダイナ・クラーク                      | 計5話出演                                                              |
| 2009                | ミディアム 霊能者アリソン・デュボア Medium               | エリカ・デュヴァル                    | 第6シーズン第7話「カーラジオが叫んでる」 "New Terrain"                 |
| 2009                | NCIS 〜ネイビー犯罪捜査班 NCIS                           | ダーレン・ケルぷ                      | 第7シーズン第9話「チャイルド・プレイ」 "Child's Play"                  |
| 2011                | グッド・ワイフ The Good Wife                             | マンディ・コックス                    | 第3シーズン第2話「死の領域」 "The Death Zone"                          |
| 2011                | リンガー 〜2つの顔〜 Ringer                              | エリザベス・サルダナ刑事              | 計3話出演                                                              |
| 2013                | アイアンサイド Ironside                                  | タビタ・ゲイツ                        | 第１シーズン第5話 "Hell on Wheels"、『鬼警部アイアンサイド』のリメイク |
| 2013                | マンデー・モーニング Monday Mornings                     | ミシェル・ロビドー医師                | 計9話出演                                                              |
| 2013                | リゾーリ&アイルズ ヒロインたちの捜査線 Rizzoli & Isles   | エリザベス・キーティング              | 第4シーズン第10話「ストリート・レース」 "Build for Speed"              |
| 2013–2014           | メンタリスト The Mentalist                               | キム・フィッシャー                    | 計14話出演                                                             |
| 2015                | ガールフレンドの離婚ガイド Girlfriends' Guide to Divorce | カーラ                                | 計2話話出演                                                            |
| 2015                | 美女と野獣 Beauty & the Beast                            | ザルマン夫人                          | 第3シーズン第4話 "Heart of the Matter"                                 |
| 2015–2016 2019-2020 | スーパーナチュラル Supernatural                          | アマラ / ダークネス                   | 計14話出演                                                             |
| 2016                | 殺人を無罪にする方法 How to Get Away with Murder         | リサ・キャメロン                      | 計3話出演                                                              |
| 2016                | Adoptable                                                | リサ・クレーン / リサ・フィッシュマン | 計6話出演                                                              |
| 2017                | マン・ウィズ・ア・プラン Man with a Plan                 | ドクター・ノックス                    | 第1シーズン第17話 "Doctor No"                                          |
| 2017, 2021          | 悪魔城ドラキュラ -キャッスルヴァニア- Castlevania        | リサ・テペス（声の出演）              | 計13話出演                                                             |
| 2018                | タイムレス Timeless                                      | バトシェバ・ポープ                    | 第2シーズン第4話「セーラムの魔女狩り」 "The Salem Witch Hunt"          |
| 2018                | Dealbreakers                                             | マギー                                | 第1シーズン第７エピソード "The Yogi"                                   |
| 2019                | BULL / ブル 法廷を操る男 Bull                            | オードリー・バルデス連邦検事補        | エピソード「良い息子、悪い息子」 "The Good One"                        |
| 2019                | エレメンタリー ホームズ&ワトソン in NY Elementary        | ブリー・ノヴァチェク                  | 第7シーズン第7話「ロシアより毒をこめて」 "From Russia with Drugs"      |
| 2019                | インスティンクト -異常犯罪捜査- Instinct                 | アリソン・ランドルフ                  | 第2シーズン第11話「頭の切れる犯罪」 "Grey Matter"                      |
| 2019–               | SEAL Team/シール・チーム SEAL Team                       | ナタリー・ピアース                    |                                                                        |
| 2019                | マンダロリアン The Mandalorian                           | アーマラー                            | 計3話出演                                                              |

### ビデオゲーム
| 発売年 | 題名                   | 役名     | 備考 |
| ------ | ---------------------- | -------- | ---- |
| 2015   | The Order:1886         | 追加の声 |      |
| 2020   | The Last of Us Part II | エミリー |      |